# 北港猪
北港猪是中国浙江省的地方猪品种。
北港猪原产于浙江省温州市平阳县麻步镇、水头镇、山门镇、腾蛟镇及梅源乡（2011年并入鳌江镇）一带。1949年，北港猪的存栏数量为6.55万头。1954年，引进外来品种改良，后来逐年减少。1974年，开展提纯复壮。1982年，北港猪群体恢复到2100头母猪。
此后，北港猪牌灭绝状态。2021年，有农户在闹村乡小施村养殖黑猪，后初步为"北港猪"，并提请浙江省畜禽遗传资源委员会进行品种鉴定。
2024年12月，农业农村部宣布重新找回包括北港猪在内的10个曾宣布灭绝的品种。